# Nikita Filatov
Nikita Vasiljevič Filatov (rus: Никита Васильевич Филатов; Moskva, 25. svibnja 1990.) ruski je profesionalni hokejaš na ledu. Igra na poziciji lijevog krila KHL momčadi HK CSKA Moskva.

## Statistika karijere
Bilješka: OU = odigrane utakmice, G = gol, A = asistencija, Bod = bodovi, KM = kaznene minute
| 2007/08.      | CSKA (Moskva) 2       | Rus-3         | 23 | 24 | 23 | 47 | 62 | 11 | 14 | 9 | 23 | 28 |
| 2007/08.      | CSKA (Moskva)         | RSL           | 5  | 0  | 0  | 0  | 0  | —  | —  | — | —  | —  |
| 2008/09.      | Columbus Blue Jackets | NHL           | 8  | 4  | 0  | 4  | 0  | —  | —  | — | —  | —  |
| 2008/09 .     | Syracuse Crunch       | AHL           | 39 | 16 | 16 | 32 | 24 | —  | —  | — | —  | —  |
| 2009/10.      | Columbus Blue Jackets | NHL           | 13 | 2  | 0  | 2  | 8  | —  | —  | — | —  | —  |
| 2009/10.      | CSKA (Moskva)         | KHL           | 26 | 9  | 13 | 22 | 16 | 3  | 0  | 1 | 1  | 4  |
| Sveukupno AHL | Sveukupno AHL         | Sveukupno AHL | 39 | 16 | 16 | 32 | 24 | —  | —  | — | —  | —  |
| Sveukupno KHL | Sveukupno KHL         | Sveukupno KHL | 26 | 9  | 13 | 22 | 16 | 3  | 0  | 1 | 1  | 4  |
| Sveukupno NHL | Sveukupno NHL         | Sveukupno NHL | 21 | 6  | 0  | 6  | 8  | —  | —  | — | —  | —  |

## Vanjske poveznice
- Profil na NHL.com
- Profil na The Internet Hockey Database
- Profil na Eurohockey.net